# Самонов Микола Петрович
Микола Петрович Самонов (нар. 1819, Київ, Російська імперія — пом. 8 серпня 1898, Київ, Російська імперія) — український архітектор.
Головний архітектор Києва у 1849—1869 роках.

## Життєпис
Народився у дворянській родині.
Навчався у Першій київській гімназії, яку закінчив у 1836 році.
Як понадштатний академіст (пенсіонер Головного Управління шляхів сполучення та публічних будівель) у 1836—1839 роках навчався у Петербурзькій Академії мистецтв, де отримав звання художника-архітектора XIV класу.
У 1849 році став академіком архітектури.
Після повернення у 1839 році до Києва спершу працював помічником губернського архітектора. Упродовж 1845—1846 та 1849—1858 років — помічником міського архітектора.
Упродовж 1858—1869 років обіймав посаду старшого міського архітектора. Також працював архітектором Імператорського університету Святого Володимира.
Був гласним міської думи. Займався археологією, написав реферат «Про давню 1070 року церкву Києво-Видубицького монастиря». Захоплювався садівництвом.

## Стиль
Вживав стильові форми ампіру, неоренесансу, бідермаєру.

## Роботи у Києві
Брав участь у будівництві пошти на Хрещатику, ремонті Андріївської церкви, Інституту шляхетних дівчат. Ремонтував низку будинків на Подолі (на вул. Покровська № 9, 1849 р. тощо).
Займався впровадженням «зразкових» проєктів 1851 року у масову забудову Києва. Здійснив реконструкцію Контрактового будинку на Подолі (1858 p.).
Спроєктував і збудував
- Будинок на вул. Бульварно-Кудрявській № 21 (1856 р., не зберігся),
- Муровані крамниці Ф. Войтенка на вул. Сковороди № 9 (1858 p.);
- Житловий будинок Г. Покровського на Контрактовій площі № 8 (1858 p., добудова);
- Розважальний комплекс «Шато-де-Фльор» на території сучасного стадіону «Динамо» (не зберігся);
- Корпус келій Флорівського монастиря № 9 (50-і роки);
- Корпус келій Флорівського монастиря № 10 (1856—1859 pp.);
- Житловий будинок на Андріївському узвозі № 5/31 (1860 р.);
- Будинок на вул. Набережно-Хрещатицькій, № 19/21 (1864 р.);
- Особняк Трепова на вул. Інститутській № 12 (1871 р.);
- Будинок на вул. Набережно-Хрещатицькій, № 25 (1862; 1876 рр.);
- Будинок на вул. Сагайдачного № 22 (перебудова, 1880-і рр.);
- Садибний будинок на вул. Костянтинівській № 21/12 (1881 p.);
- Житловий будинок на розі вул. Верхній Вал і Почаївської (тут мешкав в останні роки життя).